# Diuna (miniserial)
Diuna (ang. Frank Herbert's Dune, niem. Frank Herbert's Dune – Der Wüstenplanet) – miniserial science fiction będący ekranizacją pierwszej książki, rozpoczynającej popularną serię autorstwa Franka Herberta. Nakręcony w 2000 roku jest drugą próbą przeniesienia na ekran powieści (pierwszym filmem nakręconym na podstawie książki była Diuna z 1984 roku w reżyserii Davida Lyncha).

## Fabuła
Fabuła filmu obrazuje odległą przyszłość ludzkości, niezwykle rozwiniętej cywilizacyjnie i istniejącej na licznych skolonizowanych przez nią planetach. Podstawą funkcjonowania ogromnej międzyplanetarnej cywilizacji jest substancja o niezwykłych, psychoaktywnych właściwościach nazywana Melanżem. Umożliwia ona podróże w czasie i przestrzeni, mając przez to fundamentalne znaczenie w komunikacji pomiędzy odległymi rejonami wszechświata. Jest surowcem pożądanym przez wszystkie siły polityczne i kto kontroluje jej zasoby posiada wielką władzę. Większość rozgrywających się wydarzeń ujętych w filmie ma miejsce na dzikiej, pustynnej planecie tak ubogiej w wodę, że „czci się na jej powierzchni pojedynczą łzę” – Arrakis zwanej Diuną. Stanowi ona jedyne źródło występowania przyprawy we wszechświecie. Film opowiada o dwóch wielkich rodach (Atrydów i Harkonnenów), uwikłanych w okrutną vendettę. Kiedy książę Leto, przywódca rodu Atrydów i prawowity władca Arrakis zostaje podstępnie zamordowany w spisku, władza nad planetą przechodzi w ręce rodu Harkonnenów, a syn księcia Paul, prawowity spadkobierca tronu, zostaje porzucony na pustyni. Swoje przeżycie zawdzięcza rdzennym, prymitywnym i surowym, mieszkańcom planety – Fremenom. Stają się oni dla niego nową rodziną, a Paul stopniowo odkrywa w sobie niezwykłe talenty, wzmocnione nieustannym kontaktem z przyprawą. Książę musi zrozumieć swoją rolę w nadchodzących wydarzeniach i w uwolnieniu Arrakis. Paul zostaje wodzem Fremenów.

## Obsada[3]
- Paul Atryda – Alec Newman
- Księżniczka Irulana Korrino – Julie Cox
- Chani – Barbora Kodetová
- Lady Jessika – Saskia Reeves
- Książę Leto Atryda – William Hurt
- Thufir Hawat – Jan Vlasák
- Gurney Halleck – P.H. Moriarty
- Duncan Idaho – James Watson
- Alia – Laura Burton
- Padyszach Cesarz Szaddam IV – Giancarlo Giannini
- Stilgar – Uwe Ochsenknecht
- Othejm – Jakob Schwarz
- dr Liet Kynes – Karel Dobrý
- Wielebna Matka Ramallo – Drahomíra Fialková
- Baron Vladimir Harkonnen – Ian McNeice
- Feyd-Rautha – Matt Keeslar
- Dżamis – Christopher Lee Brown
- Wielebna Matka G.H. Mohiam – Zuzana Geislerová

## Plan filmowy
Zdjęcia były kręcone w Cinecittà w Rzymie (Włochy) i w Pradze (Czechy).